# Neocoenorhinidius interpunctatus
Neocoenorhinidius interpunctatus is een keversoort uit de familie Rhynchitidae. De wetenschappelijke naam van de soort is voor het eerst geldig gepubliceerd in 1831 door Stephens.